# Horebeke
Horebeke este o comună neerlandofonă situată în provincia Flandra de Est, regiunea Flandra din Belgia. Comuna Horebeke este formată din localitățile Sint-Kornelis-Horebeke și Sint-Maria-Horebeke. Suprafața sa totală este de 11,20 km².  La 1 ianuarie 2008 avea o populație totală de 2.073 locuitori. 